# STS-71-B
STS-71-B – anulowana misja promu Challenger. Na początku planowana na grudzień 1986 r. Po katastrofie Challengera przełożono ją na przełom lipca i sierpnia 1987 r., ale ostatecznie misję anulowano.